# Sint-Pieterskerk (Ronse)

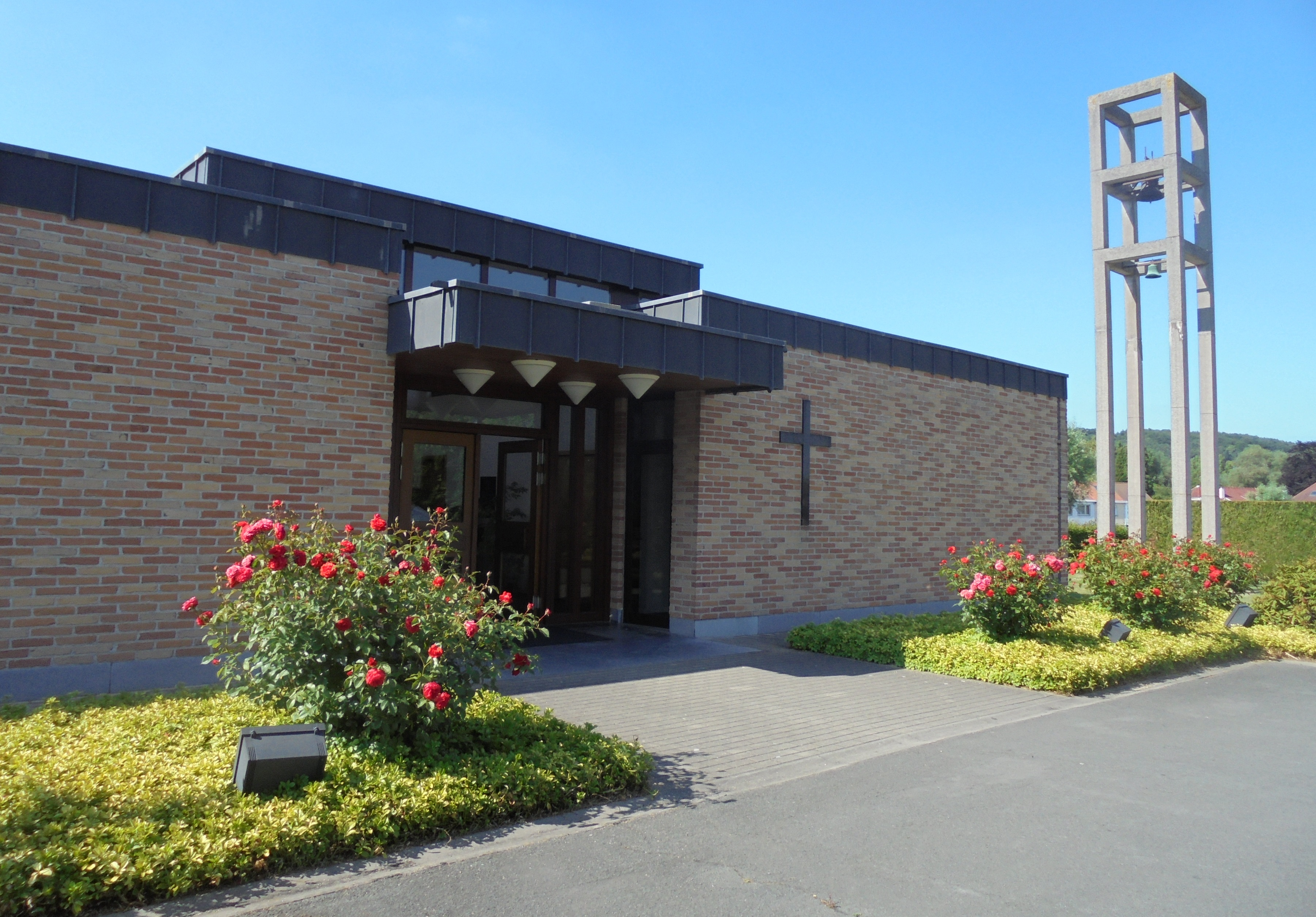
Buitenaanzicht

De Sint-Pieterskerk is een voormalig rooms-katholiek kerkgebouw in de Oost-Vlaamse stad Ronse, gelegen aan de Lorettestraat 102.

## Geschiedenis
Deze kerk is gelegen op geruime afstand ten oosten van het centrum van Ronse. Na de Tweede Wereldoorlog werd in de buurt een noodkerk ingericht in een voormalige schuur.
In 1993 werd de bouwaanvraag ingediend voor een nieuwe kerk, ontworpen door architect Marc Verstraeten. De nieuwe kerk werd ingewijd in 1996.
De sobere bakstenen zaalkerk werd gebouwd in de stijl van het naoorlogs modernisme. Zij heeft een lessenaardak en een losstaande klokkentoren, in de vorm van een open betonconstructie.
In 2020 werd de kerk onttrokken aan de eredienst en ingericht als school.